# El Bichar
El Bichar  también conocido como  'El Bichar de Coche' es una población de la Isla de Coche, Venezuela que pertenece al Municipio Villalba (Nueva Esparta). La economía del Bichar se basa en gran parte de la pesca y del turismo.